# Huperzia crispata
Huperzia crispata är en lummerväxtart som först beskrevs av Ren Chang Ching och Kung, och fick sitt nu gällande namn av Ren Chang Ching. Huperzia crispata ingår i släktet lopplumrar, och familjen lummerväxter. Inga underarter finns listade i Catalogue of Life.